# Катрин Бигълоу
Катрин Бигълоу (на английски: Kathryn Bigelow (/ˈbɪɡəˌloʊ/)) е американски кинорежисьор. 

## Биография
Катрин Бигълоу е роден на 27 ноември 1951 година в Сан Карлос, Калифорния. Тя е единственото дете на Гертруд Катрин (по баща Ларсън; 1917–1994), библиотекарка, и Роналд Елиът Бигълоу (1915–1992), управител на фабрика за бои.  Майка й е от норвежки произход.  Тя посещава гимназия „Sunny Hills“ във Фулъртън, Калифорния.
Ранните творчески начинания на Бигълоу са като студент по рисуване. Тя се записва в Института по изкуства в Сан Франциско през есента на 1970 г. и получава бакалавърска степен по изящни изкуства през декември 1972 г. Докато е записана в SFAI, тя е приета в независимата програма за обучение на Музея на американското изкуство Уитни в Ню Йорк. За известно време живее като художник, отсядайки с художника Джулиан Шнабел в таванското помещение на артиста Вито Акончи.  Тя има второстепенна роля във видеото на Ричард Сера „Дилемата на затворника“ (1974).  Бигълоу се обединява с Филип Глас в начинание за недвижими имоти, в което реновират бедстващи апартаменти в центъра и ги продават с печалба. 
Бигълоу влиза в магистърската програма за филми в Колумбийския университет, където учи теория и критика и получава магистърска степен. Сред нейните преподаватели са Вито Акончи, Силвер Лотрингер и Сюзън Зонтаг,  както и Андрю Сарис и Едуард У. Саид,  а тя е работила с колектива „Art & Language“ и Лорънс Уайнър.  Тя също така преподава в Калифорнийския институт по изкуствата.  Докато работи с Art & Language, Бигълоу публикува статия „Не за развитието на противоречието“ в краткотрайното списание за изкуство и език „The Fox“ и започва късометражния филм „The Set-Up“ (1978), който се харесва на режисьор Милош Форман,  който тогава преподава в Колумбийския университет, и който Бигълоу по-късно представя като част от магистърската си програма в Колумбия. 

### Кариера
Катрин Бигълоу прави режисьорския си филмов дебют с филма за мотористи извън закона „Без любов“ (1981). Тя стана известна с режисирането на трилърите „Близо до мрака“ (1987), „Синя стомана“ (1990), „Точка на пречупване“ (1991), „Странни дни“ (1995) и „К-19“ (2002). За режисирането на военната драма „Войната е опиат“ (2008), Бигълоу става първата жена, спечелила Оскар за най-добър режисьор. Оттогава тя режисира шпионския трилър „Враг номер едно“ (2012) и криминалната драма „Детройт“ (2017).
Тя режисира епизоди от сериала на Ен Би Си „Убийство: Животът на улицата“ (1998-1999) и печели наградата „Еми праймтайм“ за изключителни заслуги в създаването на документални филми за работата си по филма на Нетфликс „Земя на Дрога“ (2015). Тя е известна със сътрудничеството си с Ерик Ред и Марк Боал.
Бигълоу получава множество отличия, включително две награди „Оскар“, две награди  БАФТА и награда „Еми“ в праймтайм. Списание „Тайм“ я обяви за една от 100-те най-влиятелни хора в света през 2010 г. 

### Персонален живот
Катрин Бигълоу се омъжва за режисьора Джеймс Камерън през 1989 и се развежда с него 1991 г. 

## Избрана филмография
| Година | Филм                | Оригинално заглавие  |
| ------ | ------------------- | -------------------- |
| 1991   | Точка на пречупване | Point Break          |
| 2002   | К-19                | K-19: The Widowmaker |
| 2008   | Войната е опиат     | The Hurt Locker      |
| 2012   | Враг номер едно     | Zero Dark Thirty     |